# August Diehn
August Diehn (* 31. August 1874 in  Ribnitz; † 16. Januar 1942 in Berlin) war Generaldirektor des deutschen Kalisyndikats und Vorstandsmitglied der Wintershall AG. In der NS-Zeit gehörte er zu den Wehrwirtschaftsführern.

## Diehn und die NSDAP
Diehn gehörte zu einer Gruppe von Industriellen, die bei einem Treffen mit Adolf Hitler im Hotel Kaiserhof im Jahre 1931, der NSDAP 25 Millionen Reichsmark für den Fall eines Linksputsches bereitstellten. Er nahm an dem Geheimtreffen vom 20. Februar 1933 von Industriellen mit Hitler teil, bei dem ein Wahlfonds von 3 Millionen Reichsmark für die NSDAP beschlossen wurde. Walther Funk sagte im Nürnberger Prozess gegen die Hauptkriegsverbrecher aus, dass die führenden Männer der deutschen Kaliindustrie, Rosterg und Diehn, eine positive Einstellung zur NSDAP besaßen.
Nach 1933 wurde er Mitglied im F-Kreis und SS-Brigadeführer. Er gehörte dem Generalrat der Wirtschaft an und hatte verschiedene Aufsichtsratsposten inne.
Er war jeweils Vorsitzer des Kleinen und Großen Wirtschaftsbeirates der Gesellschaft für europäische Wirtschaftsplanung und Großraumwirtschaft. Joachim Radkau sieht in dieser Funktion das Bestreben des Kalisyndikats zum Weltmonopol zu gelangen, da der Sieg im Westfeldzug die Kaligruben Elsaß-Lothringens in deutschen Besitz brachte.